# Портрет Степана Степановича Андреевского
«Портрет Степана Степановича Андреевского» — картина Джорджа Доу и его мастерской из Военной галереи Зимнего дворца.
Картина представляет собой погрудный портрет генерал-майора Степана Степановича Андреевского из состава Военной галереи Зимнего дворца.
Во время Отечественной войны 1812 года Андреевский был полковником лейб-гвардии Конного полка, в рядах которого участвовал во многих важнейших сражениях этой кампании. Во время Заграничных походов за отличие в сражении при Кульме был произведён в генерал-майоры, а за взятие Парижа награждён золотой шпагой с алмазами с надписью «За храбрость».
Изображён в генеральском мундире лейб-гвардии Её Величества Уланского полка, которым командовал с 18 апреля 1821 года, справа под эполетом видны кисти этишкетного шнура. Через плечо перекинута Анненская лента с лядуночной перевязью поверх неё. Слева из-под мундирного лацкана видна звезда ордена Св. Анны 1-й степени; на шее кресты прусского ордена Красного орла 2-й степени и австрийского ордена Леопольда 2-й степени; справа на лацкане орден Св. Георгия 4-й степени, серебряная медаль «В память Отечественной войны 1812 года» на Андреевской ленте, бронзовая дворянская медаль «В память Отечественной войны 1812 года» на Владимирской ленте и крест баварского Военного ордена Максимилиана Иосифа 3-й степени; ниже, под Анненской лентой Кульмский крест. Слева на фоне чуть ниже эполета стоит подпись художника и дата: painted from nature by GEO. DAWE 1821. Подпись на раме с ошибкой в фамилии: С. С. Андрiевскiй, Генерал Маiор.
Несмотря на то что гонорар за картину Доу получил в два приёма — 17 декабря 1819 года и 12 ноября 1820 года, сама картина верно датируется 1821 годом, поскольку изображённым на ней орденом Св. Анны 1-й степени Андреевский был награждён 12 октября 1821 года и следовательно ранее этой даты картина не могла быть закончена. Готовый портрет был сдан в Эрмитаж 7 сентября 1825 года.